# Muški bunar
Muški bunar je specijalni rezervat šumske vegetacije smješten na jugozapadnome dijelu Psunja, na površini oko 43 ha. Sekundarna je bukovo-kitnjakova prašuma.

## Opis
U tome zaštićenom prirodnom objektu, na nadmorskoj visini 750 – 800 m, prostire se stara gorska bukova šuma (17 ha) i mješovita šuma hrasta kitnjaka i bukve (26 ha), približne starosti 250 – 300 i više godina. Dimenzije divovskih bukovih i kitnjakovih stabla dosižu i do 40 m visine, s prsnim promjerima do 250 cm. Od vrsta je najzastupljenija bukva (57%), hrast sudjeluje s gotovo 43%, a na rijetkim mjestima nailazimo na tek pokoji grab. Prosječna drvna zaliha po hektaru je 584 m3, a godišnji prirast gotovo 10 m3 po ha.
Iz redovnoga gospodarenja ove su jedinstvene šume, kao izvanredno djelo prirode, izdvojene daleke 1929. godine, a status specijalnoga rezervata dobivaju 18. prosinca 1963. godine, rješenjem Republičkoga zavoda za zaštitu prirode. Tako je Muški bunar upisan u Registar zaštićenih objekata prirode pod registracijskim brojem 112. Zadnje uređivanje šuma obavljeno je 2002. godine i to na računski način, jer je cjelokupna površina nedostupna zbog zaostalih minsko-eksplozivnih naprava. 
Do rezervata se dolazi šumskom cestom Strmac – Cernička Šagovina (24 km), prolazeći kroz predjele Brezovoga polja i Dobre vode. Pristup je moguć i s Brezovog polja (vrha Psunja) također cestom preko Dobre vode. Iz tog smjera označena je planinarska staza. Budući da je površina nerazminirana je još od Domovinskoga rata, kretanje je preporučljivo samo cestama i označenim stazama.